# Four Lanes
Four Lanes är en by i Cornwall distrikt i Cornwall grevskap i England. Byn är belägen 14,9 km 
från Truro. Orten har 1 523 invånare (2015).